# Xi Orionis
Xi Orionis (70 Orionis) é uma estrela na direção da constelação de Orion. Possui uma ascensão reta de 06h 11m 56.40s e uma declinação de +14° 12′ 31.7″. Sua magnitude aparente é igual a 4.45. Considerando sua distância de 634 anos-luz em relação à Terra, sua magnitude absoluta é igual a −0.65. Pertence à classe espectral B3IV.